# Sentxanka
Sentxanka (en rus: Сенчанка) és un poble de l'óblast de Novossibirsk, a Rússia, que en el cens del 2010 tenia 529 habitants, pertany al districte de Novossibirsk.